# Melitaea gerinia
Melitaea gerinia är en fjärilsart som beskrevs av Hans Fruhstorfer 1917. Melitaea gerinia ingår i släktet Melitaea och familjen praktfjärilar. Inga underarter finns listade i Catalogue of Life.